# Макаренко, Иван Кириллович
Ива́н Кири́ллович Мака́ренко (20 января 1932, село Рогов, Новозыбковский район, Брянская область, РСФСР — 5 июля 2010, Москва, Российская Федерация) — советский и российский военачальник, бывший командующий ракетными войсками и артиллерией Южного направления, генерал-полковник (1991).

## Биография
Окончил 1-е Московское артиллерийское подготовительное училище (1951), Рязанское артиллерийское училище (1954), Военно-инженерную академию имени Ф. Э. Дзержинского (1967), Военную академию Генерального штаба (1975).
В 1954 г. принимал участие в испытании ядерного оружия на Тоцком полигоне в Оренбургской области. С 1967 г. — в Ракетных войсках стратегического назначения: начальник штаба ракетного полка, ракетной бригады, командир ракетной бригады.
В 1975—1987 гг. — командующий ракетными войсками и артиллерией 5-й гвардейской танковой армии Центральной группы войск, войск Южного направления, Участник боевых действий в Афганистане.
В 1987—1993 гг. — начальник кафедры ракетных войск и артиллерии Военной академии Генерального штаба. Освобождён от должности и уволен с военном службы 29 июля 1993 года.
С 1994 года — профессор кафедры национальной безопасности Российской академии государственной службы при Президенте Российской Федерации, кандидат военных наук.
Действительный член академии военных наук, член Международной академии информатизации.

## Награды и звания
- Орден Мужества,
- Два ордена Красной Звезды,
- Орден «За службу Родине в Вооружённых Силах СССР» III степени,
- медали.